# Север (учения, 1977)
«Север 77» — военно-штабные учения Северного флота ВМФ СССР. Учения проводились в апреле 1977 года под руководством Главнокомандующего ВМФ Горшкова С. Г. В них принимали участие надводные и подводные корабли, а также морская авиация.

## Цель учений
Проверка боеготовности флота в условиях холодной войны и активизации действий подводных сил.
Говоря об активности наших подводных сил в послевоенные десятилетия, следует заметить, что они систематически участвовали во всех крупных учениях, которые проводились в рамках совместных мероприятий объединенных вооруженных сил Варшавского договора и Министерства обороны СССР, а также в учениях масштабов ВМФ и флотов.

## Участники
В учениях «Север-77» с 14 по 22 апреля 1977 года участвовало 22 подводные лодки Северного флота, включая 10 атомных («К-462» и др.), отряд из 19 надводных кораблей в составе ТАВКР «Киев», БПК «Адмирал Нахимов», «Маршал Тимошенко», «Адмирал Исаков», «Смышлёный», разведывательная, ракетоносная, противолодочная авиация Краснознаменного Северного флота, отряд кораблей и судов вспомогательного флота и материально-технического обеспечения.

## Ход учений
На этих учениях отряд кораблей БПК «Адмирал Исаков», БПК «Смышлёный» и танкер «Генрих Гасанов» в сложных метеоусловиях совершили поход к Лофотенским островам.
ТАКР «Киев» с 10 апреля 1977 года вышел на учения «Север-77» под флагом Главнокомандующего ВМФ СССР. На борт с береговых аэродромов было принято авиакрыло в составе эскадрильи штурмовиков Як-36М и вертолётной эскадрильи 830-го ОКПЛВП.
Вместе с командованием Северного флота (командующий КСФ адмирал флота Егоров Г. М.) на корабль прибыла группа офицеров и адмиралов Главного штаба под руководством начальника Главного политуправления ВМФ СССР адмирала Гришанова В. М.
14 апреля 1977 года ТАКР «Киев» с Главнокомандующим ВМФ на борту в сопровождении БПК «Адмирал Исаченков» и «Маршал Тимошенко» вышел в море.
«Север-77» было достаточно крупное учение, нацеленное на отработку Северным флотом своих основных задач. В его плановой таблице задачи и действия ТАКР «Киев» составляли одно из ключевых направлений.
От западных границ Баренцева до северо-восточных границ Норвежского моря «красные» осуществляли «в угрожаемый период» развертывание стратегических и обеспечивающих сил для вывода их на маршруты океанского патрулирования. «Синие» препятствовали этому всеми возможными способами.
Соединению кораблей во главе с ТАКР «Киев» предстояло:
- в условиях угрозы воздушного нападения и во взаимодействии с противолодочной авиацией КСФ решить комплекс задач по вытеснению подводного противника с маршрутов развертывания своих ПЛ;
- в условиях массированного авиационного налёта во взаимодействии с разведывательной и ракетоносной авиацией КСФ предотвратить во встречном морском бою прорыв в зону «боевых действий» авианосной ударной группы «противника».

## Итоги учений
Авианосец «положил» все 6 ракет-мишеней, выпущенных по соединению, не оставляя кораблям охранения работы даже по их добиванию. Особо отличился в этих стрельбах второй зенитно-ракетный дивизион БЧ-2: носовой ЗРК «Шторм» поразил четыре из шести воздушных целей. Две оставшиеся были уничтожены кормовым «Штормом», ЗРК малой дальности «Оса-М» и корабельной артиллерией ТАКР (на добивание).
76 отдельный противолодочный авиационный полк дальнего действия на учениях выполнил 14 вылетов на поиск подводных лодок в заданных районах СВА, Норвежского моря, в результате чего летный состав отработал тактические приемы поиска и слежения за ПЛ, применяющей ГПД с классификацией контакта с ПЛ по информации РГБ-2, проверены практические, тактические приемы преодоления континентальной ПВО НАТО и особенно Фареро-Исландского противолодочного рубежа.